# HMS Avenger (D14)
HMS Avenger (D14) là một tàu sân bay hộ tống của Hải quân Hoàng gia Anh Quốc, chiếc dẫn đầu trong lớp của nó vốn đã hoạt động trong Chiến tranh Thế giới thứ hai. Nguyên được đặt lườn vào năm 1939 như chiếc tàu buôn Rio-Hudson tại xưởng tàu Sun Shipbuilding and Drydock Company ở Chester, Pennsylvania, nó được hạ thủy vào ngày 27 tháng 11 năm 1940, nhưng được cải biến thành tàu sân bay và chuyển giao cho Hải quân Hoàng gia theo thỏa thuận Cho thuê-Cho mượn. Với khả năng mang tối đa 15 máy bay, Avenger nhập biên chế vào tháng 3 năm 1942, và đến tháng 9 đã tham gia đoàn tàu vận tải Bắc Cực đi sang Liên Xô lớn nhất và thành công nhất cho đến lúc đó. Đến tháng 11, nó tham gia Chiến dịch Torch, cuộc đổ bộ của Đồng Minh lên Bắc Phi, nơi nó gặp trục trặc động cơ; và đang khi trên đường quay trở về, nó bị tàu ngầm U-boat Đức U-155 đánh chìm gần Gibraltar với tổn thất nhân mạng nặng nề.

## Thiết kế và chế tạo
Lớp tàu sân bay hộ tống Avenger là những tàu buôn Hoa Kỳ được cải biến. Thiết kế của chúng được dựa trên lớp Long Island (AVG-1). Để phân biệt giữa hai lớp tàu, những chiếc của Hải quân Hoàng gia có ký hiệu lườn mang thêm tiền tố "B" (BAVG). HMS Avenger (BAVG-2) được chế tạo bởi hãng Sun Shipbuilding and Drydock Company ở Chester, Pennsylvania, về phía Nam Philadelphia trên sông Delaware. Nguyên mang tên Rio Hudson, nó được đặt lườn vào ngày 28 tháng 11 năm 1939 như một tàu chở khách và hàng hóa cho hãng tàu Hoa Kỳ Moore-McCormack, và được hạ thủy vào ngày 27 tháng 11 năm 1940. Con tàu sau đó được Hải quân Hoa Kỳ trưng dụng và cải biến thành một tàu sân bay hộ tống tại xưởng tàu của hãng Bethlehem Steel tại đảo Staten. Nó được chuyển giao cho Hải quân Hoàng gia vào ngày 31 tháng 7 năm 1941, và nhập biên chế như là chiếc HMS Avenger (D14) sau khi hoàn tất việc cải biến vào ngày 2 tháng 3 năm 1942.
Avenger có chiều dài chung 492,25 foot (150,04 m), mạn thuyền rộng 66,25 foot (20,19 m) và mớn nước 23,25 ft (7,09 m). Nó có trọng lượng choán nước 8.200 tấn Anh (8.300 t) ở tải trọng thông thường, và lên đến 9.000 tấn Anh (9.100 t) khi đầy tải. Động lực được cung cấp bởi bốn động cơ diesel nối với một trục chân vịt, tạo ra tổng công suất 8.500 hp (6,3 MW), cho phép con tàu di chuyển với tốc độ tối đa 16,5 kn (30,6 km/h). Thủy thủ đoàn đầy đủ của nó bao gồm 555 người.
Các thiết bị không lực bao gồm một đảo kết hợp cầu tàu-chỉ huy bay nhỏ bên mạn phải, bên trên một sàn đáp gỗ dài 410 foot (120 m), một thang nâng máy bay 42 ft × 34 ft (13 m × 10 m), một máy phóng máy bay và chín dây hãm. Máy bay có thể chứa tại một sàn chứa bên dưới sàn đáp kích thước 190 ft × 47 ft (58 m × 14 m). Vũ khí trang bị bao gồm ba tháp pháo 4 in (100 mm)/50 caliber Mark IX lưỡng dụng phòng không nòng đơn và 19 × pháo phòng không Oerlikons 20 mm trên các bệ nòng đơn và nòng đôi. Nó có khả năng mang theo mười lăm máy bay, gồm một hỗn hợp máy bay tiêm kích Grumman Martlet hoặc Hawker Sea Hurricane và máy bay chống tàu ngầm Fairey Swordfish.

## Lịch sử hoạt động

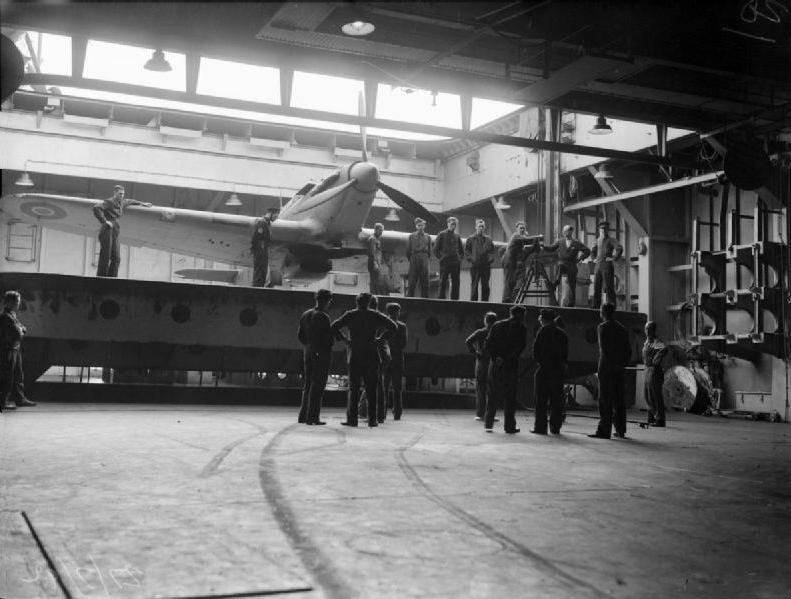
Bên trong sàn chứa máy bay HMS Avenger, thang nâng đang hạ một chiếc Sea Hurricane thuộc Liên đội Không lực Hải quân 802.

Vào ngày 18 tháng 4 năm 1942, Avenger bắt đầu huấn luyện hạ cánh trên sàn đáp cùng bốn máy bay Fairey Swordfish thuộc Liên đội Không lực Hải quân 816; việc huấn luyện phải cắt ngắn do nó gặp trục trặc động cơ. Sau khi sửa chữa xong vào ngày 30 tháng 4, nó gia nhập lực lượng hộ tống cho Đoàn tàu AT 17 vượt Đại Tây Dương sang Quần đảo Anh. Trong chuyến đi, các máy bay Swordfish của Liên đội 816 đã tuần tra chống tàu ngầm. Vào ngày 4 tháng 5, hai máy bay bị lạc mất khỏi đoàn tàu do thời tiết xấu và yêu cầu Avenger phát tín hiệu dẫn hướng vô tuyến; tuy nhiên con tàu không thể giúp đỡ do không có thiết bị phù hợp và hai máy bay cùng đội bay được ghi nhận mất tích. Khi Avenger đi đến Anh, Không lực Hải quân Hoàng gia đang thiếu hụt máy bay tiêm kích Martlet, nên một số lượng nhỏ máy bay Hawker Hurricane của Không quân Hoàng gia Anh được cải biến thành Sea Hurricane. Avenger được chọn để thử nghiệm khả năng hạ cánh của chúng trên tàu sân bay hộ tống. Thử nghiệm tiến hành bởi phi công Eric "Winkle" Brown diễn ra thành công, nên các liên đội không lực hải quân 802 và 882 được trang bị Sea Hurricane, với 12 máy bay được phối thuộc cho Avenger; chúng được bổ sung bởi ba chiếc Fairey Swordfish cùng năm thành viên đội bay thuộc Liên đội Không lực Hải quân 825.

### Đoàn tàu PQ 18

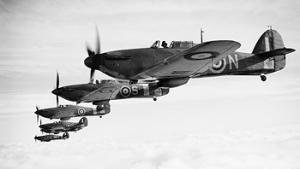
Những chiếc Sea Hurricane thuộc Không lực Hải quân Hoàng gia đang bay theo đội hình

Vào ngày 3 tháng 9 năm 1942, dưới quyền chỉ huy của Trung tá Hải quân Anthony Paul Colthust, một cựu phi công lái máy bay Swordfish, Avenger rời Anh đi Iceland để tham gia Đoàn tàu PQ 18. Thời tiết rất lạnh, và do biển động mạnh, một chiếc máy bay Sea Hurricane của nó bị đứt khỏi dây neo chằng và rơi xuống biển. Con tàu bị phát hiện ngoài khơi bởi một máy bay Focke-Wulf Condor của Không quân Đức, và không lâu sau khi đi đến Iceland nó là mục tiêu của một cuộc không kích bởi một chiếc Condor khác. Hai quả bom đối phương ném ra trượt khỏi con tàu, nhưng khiến phá hủy hai ngôi nhà trên bờ. Với quyết tâm thực hiện chuyến đi của PQ 18 thành công, Hải quân Hoàng gia đã tập trung một lực lượng hộ tống lớn nhất cho đến lúc đó để hộ tống vận tải Bắc Cực. Dưới quyền chỉ huy của Chuẩn đô đốc Robert Burnett, lực lượng này bao gồm Avenger, chiếc tàu sân bay duy nhất, hợp cùng tàu tuần dương phòng không HMS Scylla và 16 tàu khu trục hạm đội, không kể đến lực lượng hộ tống gần thường lệ cho đoàn tàu gồm các tàu xà-lúp lớp Black Swan, tàu corvette lớp Flower cùng các tàu rải mìn., Avenger và Scylla cùng các tàu khu trục HMS Wheatland và HMS Wilton rời Iceland và gia nhập đoàn tàu vào cuối ngày 9 tháng 9; một máy bay Swordfish của nó lập tức được tung ra để tuần tra chống tàu ngầm. Thời tiết xấu ngăn trở các hoạt động không lực trong hai ngày tiếp theo; nhưng khi thời tiết quang đãng vào trưa ngày 12 tháng 9, một thủy phi cơ Blohm & Voss BV 138 bị phát hiện đang dõi theo đoàn tàu. Bốn máy bay Hurricane cất cánh để đánh chặn nó, nhưng không thể tìm thấy đối thủ đã lẫn khuất trong mây. Cuối ngày hôm đó, máy bay Swordfish làm nhiệm vụ tuần tra chống tàu ngầm phát hiện hai chiếc U-boat; nhưng chúng lặn xuống khi các tàu khu trục hộ tống đi đến nơi.
Ngày hôm sau 13 tháng 9, một chiếc Swordfish cất cánh để tuần tra lúc 03 giờ 45 phút và đã tấn công một chiếc U-boat trên mặt nước. Đến 07 giờ 00 một chiếc Swordfish khác trông thấy hai chiếc U-boat nhưng chúng lặn xuống trước khi bất kỳ cuộc tấn công nào được tung ra. Sau đó một chiếc Blohm & Voss BV 138 khác bị phát hiện và những chiếc Sea Hurricane được tung ra để đánh chặn, nhưng đối thủ lại lẫn khuất trong mây. Đến 09 giờ 00, hai tàu buôn bị trúng ngư lôi và đắm; và thêm nhiều máy bay và tàu ngầm U-boat khác bị phát hiện đang dõi theo đoàn tàu. Lần này những chiếc Sea Hurricane phát hiện máy bay trinh sát Đức, nhưng những khẩu súng máy của chúng M1919 Browning.303 calibre tỏ ra vô hiệu đối với lớp vỏ giáp của máy bay Blohm & Voss. Lúc 15 giờ 00, sáu máy bay ném bom Junkers Ju 88 vốn lượn vòng chung quanh đoàn tàu đã hướng vào cho một đợt ném bom; không có con tàu nào bị đánh trúng và những chiếc Sea Hurricane bắt đầu đối phó với chúng. Những máy bay ném bom hóa ra chỉ là đòn nghi binh nhữ cho những máy bay tiêm kích Anh rời vị trí. Chúng được tiếp nối bởi một lượt tấn công bằng ngư lôi bởi một đội 50 chiếc hỗn hợp Junkers Ju 88 và Heinkel He 111. Chúng bay vào một màn hỏa lực phòng không dày đặc vốn đã bắn rơi năm chiếc và làm rối loạn đội hình, khiến trong tổng số 96 quả ngư lôi được phóng ra chỉ có tám quả trúng đích; một chiếc Heinkel He 111 còn bị những chiếc Sea Hurricane đánh chặn và bắn rơi. Một cuộc tấn công khác của chín máy bay ném bom-ngư lôi Heinkel He 115 được tiếp nối lúc 16 giờ 15 phút. Một chiếc bị bắn rơi bởi hỏa lực phòng không của đoàn tàu; số còn lại bị ngăn chặn khiến mọi quả ngư lôi phóng từ khoảng cách xa dễ dàng được các con tàu trong đoàn tàu né tránh. Trong cuộc tấn công này, những chiếc Sea Hurricane lại bị thu hút vào việc theo dõi một chiếc Blohm & Voss BV 138 khác, vốn cuối cùng đã bắn rơi một máy bay Anh mà không chịu đựng hư hại rõ ràng nào cho bản thân nó. Đến 20 giờ 40 phút, một lực lượng 12 chiếc máy bay ném bom-ngư lôi Heinkel He 111 lại tấn công theo hai nhóm, nhưng gần phân nửa trong số chúng bị bắn rơi bởi hỏa lực phòng không và Sea Hurricane, vốn lần này được bố trí đúng chỗ để ngăn chặn.

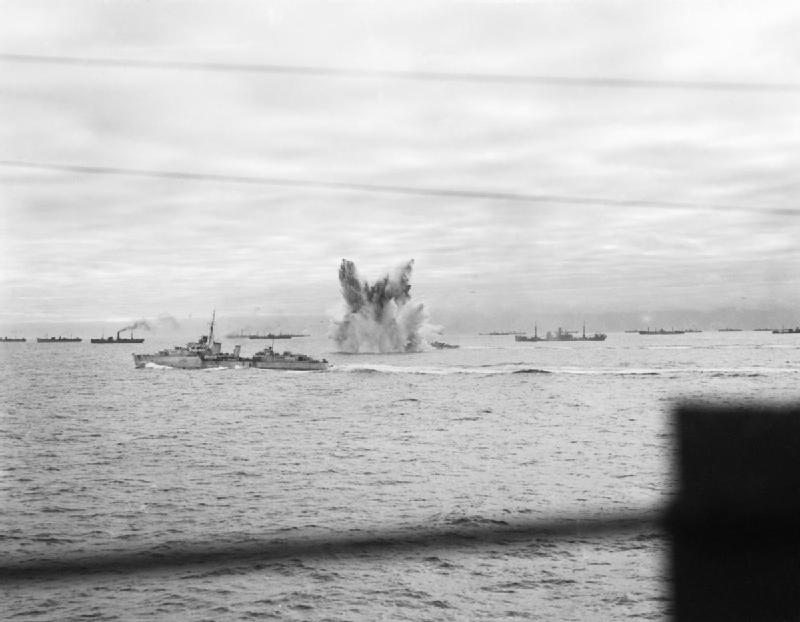
Đoàn tàu PQ 18: một vụ nổ dưới nước cạnh chiếc tàu khu trục

Lúc 03 giờ 30 phút ngày 14 tháng 9, một tàu ngầm U-boat đã phóng ngư lôi đánh chìm một tàu chở dầu ở phía cuối đoàn tàu. Một máy bay Swordfish tuần tra đã tấn công một chiếc U-boat trên mặt biển lúc 04 giờ 00, buộc nó phải lặn xuống, cho dù dường như chiếc tàu ngầm không chịu hư hại. Một chiếc Swordfish khác trông thấy tàu ngầm U-589 lúc 09 giờ 40 phút; nó cũng lặn xuống né tránh, nhưng bị tàu khu trục HMS Onslow phát hiện và đánh chìm. Hạm trưởng của Avenger giờ đây phải thay đổi chiến thuật nhằm khắc phục một khiếm khuyết của những chiếc Sea Hurricane: chúng không thể sử dụng máy phóng và cần sử dụng toàn bộ chiều dài sàn đáp để cất cánh. Ông duy trì một phần máy bay tiêm kích trên không suốt thời gian ban ngày, và một phần khác sẵn sàng cất cánh để có thể phá vỡ những đội hình lớn máy bay Đức. Điều này cho phép thực hiện một chu kỳ liên tục cất cánh và hạ cánh để tái vũ trang và tiếp nhiên liệu. Đến 12 giờ 30 phút, một tốp 22 máy bay Ju 88 và He 111 được những chiếc tiêm kích hạng nặng Messerschmitt Bf 110 hộ tống đã tiếp cận đoàn tàu trực diện trước mặt. Từ Avenger, chín chiếc Sea Hurricane cất cánh; sự hiện diện của chúng đã buộc một số máy bay Đức phải thả ngư lôi sớm và quay mũi, trong khi những chiếc khác bị hỏa lực phòng không bắn rơi. Một đòn tấn công đồng thời bởi 14 chiếc Ju 88 vào cuối đoàn tàu đã làm phân tán phi đội Sea Hurricane; họ bắn rơi được một máy bay đối phương. Chiếc tàu sân bay và các tàu hộ tống là mục tiêu của đợt tấn công tiếp theo của khoảng 20 máy bay ném bom, và một chiếc bị bắn rơi, chiếc thứ mười một bị bắn rơi trong ngày hôm đó.
Ngay sau đó, lúc 15 giờ 30 phút, 25 máy bay ném bom ngư lôi He 111 xuất hiện phía trước đoàn tàu vận tải. Trong số đó 17 chiếc nhắm vào Avenger, vốn đã cơ động và né tránh được tất cả các quả ngư lôi. Tuy nhiên, ba trong số những chiếc Sea Hurricane của nó vốn tiếp cận vào đội hình những chiếc He 111 lại bị hỏa lực phòng không của những tàu hộ tống bắn rơi; tất cả các phi công đều được cứu vớt. Một lực lượng Ju 88 khác xuất hiện và nhắm vào Avenger cùng Scylla; không chiếc nào bị đánh trúng, nhưng một số quả bom ném suýt trúng được ghi nhận. Một quả bom ném suýt trúng đã gây ra một đám cháy nhỏ tại phòng máy phóng của Avenger, vốn được nhanh chóng dập tắt. Đây là cuộc tấn công cuối cùng trong ngày; những chiếc Sea Hurricane ghi công được năm trong tổng số 24 máy bay đối phương bị bắn rơi, ba chiếc khác có thể đã bị bắn rơi, và gây hư hại cho 14 chiếc khác.

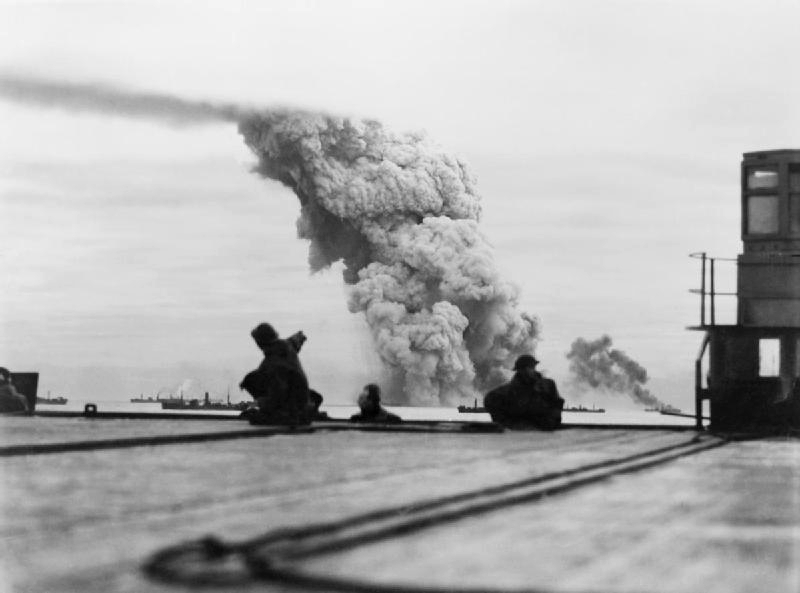
Một tàu buôn nổ tung, ảnh chụp từ sàn đáp của HMS Avenger

Vào những giờ đầu tiên của ngày 15 tháng 9, đoàn tàu vận tải bị sương mù che phủ. Sương mù bắt đầu tan lúc 12 giờ 20 phút, và radar của Avenger báo cáo một nhóm 70 máy bay ném bom đang tiến đến gần; mọi chiếc Sea Hurricane còn lại của nó được cho cất cánh để đánh chặn chúng. Sự xuất hiện của những máy bay tiêm kích đã buộc những máy bay ném bom đối phương phải bay bên trên tầng mây, một độ cao khiến việc ném bom không chính xác. Những máy bay đối phương tiếp tục quanh quẫn ở vùng phụ cận đoàn tàu cho đến khi chúng cạn nhiên liệu buộc phải rời đi, và đến 16 giờ 45 phút radar của Avenger vắng bóng mọi mục tiêu. Vào ngày 16 tháng 9, một thủy phi cơ Consolidated Catalina thuộc Liên đội 210 Không quân Hoàng gia đặt căn cứ tại Nga đã có mặt để tiếp nhận nhiệm vụ tuần tra chống tàu ngầm thay thế cho những chiếc Swordfish của Avenger; điều này cho phép đưa những chiếc Swordfish khỏi sàn đáp xuống hầm chứa, lấy chỗ lắp ráp những chiếc Sea Hurricane dự trữ cho chuyến quay trở về. Avenger, Scylla và các tàu khu trục tách khỏi Đoàn tàu PQ 18 vào chiều tối hôm đó để gia nhập cùng đoàn tàu quay trở về đang rời vùng biển Nga. Đoàn tàu PQ 18 đi đến Archangel với tổn thất ít hơn mọi đoàn tàu đi sang Nga khác cho đến lúc đó. Không có tàu hộ tống nào và chỉ có mười trong tổng số 41 tàu buôn của đoàn tàu bị đánh chìm.

### Đoàn tàu QP 14

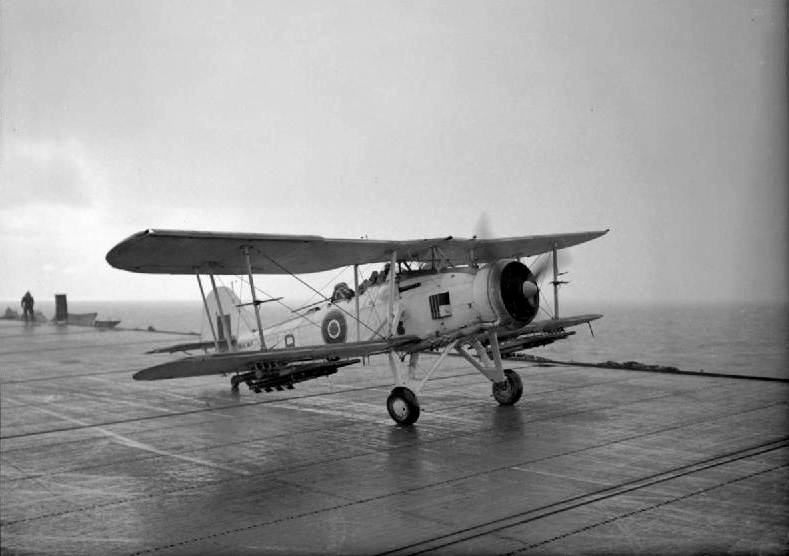
Máy bay Fairey Swordfish cất cánh từ một tàu sân bay hộ tống.

Avenger và các tàu hộ tống khác gia nhập Đoàn tàu QP 14 quay trở về nhà lúc 05 giờ 00 ngày 17 tháng 9, phóng lên một chiếc Swordfish để tuần tra chống tàu ngầm vốn được duy trì trong suốt ngày. Băng giá trên sàn đáp đã ngăn trở mọi phi vụ bay trong ngày 18 tháng 9, và đoàn tàu đi lố hơn lên phía Bắc tránh xa các sân bay của quân Đức tại Na Uy. Một máy bay trinh sát Đức cũng phát hiện ra đoàn tàu, nhưng chỉ duy trì việc theo dõi và không tấn công, vì vậy những chiếc Sea Hurricane được giữ lại trên sàn đáp của Avenger. Chiếc Swordfish tiếp tục tuần tra trong các ngày 19 tháng 9 và 20 tháng 9 mà không phát hiện tàu ngầm U-boat nào. Một tàu buôn bị trúng ngư lôi và đắm vào ngày 20 tháng 9. Lúc 18 giờ 45 phút chiều tối hôm đó, được ba tàu khu trục hộ tống, Avenger tách khỏi đoàn tàu để đi Scapa Flow. Hầu như ngay khi nó khuất khỏi đường chân trời, tàu khu trục HMS Somali bị trúng ngư lôi, và hai ngày sau một tàu buôn cũng bị trúng ngư lôi và đắm. Sau khi quay trở về cảng, Hạm trưởng của Avenger, Đại tá Hải quân Colthust, đã gửi một báo cáo nhấn mạnh đến sự không thích hợp của những chiếc Swordfish và Sea Hurricane. Đối với một tàu sân bay hộ tống duy nhất, số lượng máy bay và đội bay không bao giờ đủ cho những nhiệm vụ mà họ phải thi hành. Swordfish không thể cất cánh từ sàn đáp ngắn của một tàu sân bay hộ tống với ngư lôi hay số mìn sâu và nhiên liệu hữu ích; và súng máy.303 calibre của những chiếc Sea Hurricane không có hiệu quả đối với vỏ giáp của những máy bay trinh sát Đức.

### Chiến dịch Torch

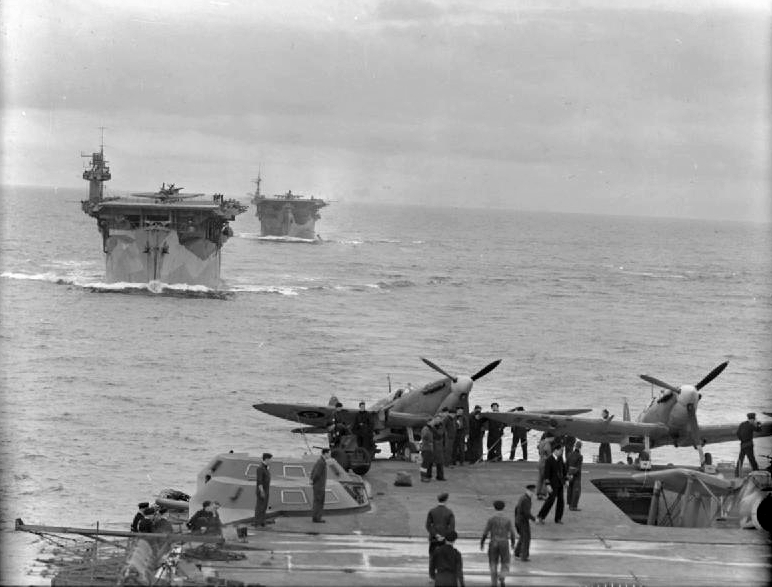
và Avenger nhìn từ tàu sân bay, với hai chiếc Supermarine Seafire trên sàn đáp

Các tàu sân bay Avenger, HMS Biter và HMS Victorious rời Scapa Flow để đi Greenock vào ngày 16 tháng 10 năm 1942. Avenger vẫn có hai liên đội máy bay tiêm kích trên tàu với hai máy bay mới trang bị pháo 20 mm; nó được giao nhiệm vụ hỗ trợ trên không cho một trong những đoàn tàu vận tải chuyên chở lực lượng Anh tham gia Chiến dịch Torch, cuộc đổ bộ của Đồng Minh lên Bắc Phi. Khi đến ngoài khơi bãi đổ bộ, nó sẽ tham gia lực lượng bảo vệ cho cuộc đổ bộ cùng với tàu sân bay HMS Argus, ba tàu tuần dương và năm tàu khu trục. Khi đến nơi vào ngày 8 tháng 11, những chiếc Supermarine Seafire của Argus và Sea Hurricane của Avenger đã bảo vệ trên không cho cuộc đổ bộ. Từ ngày 8 đến ngày 10 tháng 11, Avenger đã thực hiện 60 phi vụ; vào ngày 9 tháng 11, nó suýt trúng một quả ngư lôi phóng từ một chiếc He 111; và từ ngày 10 đến ngày 12 tháng 11, nó gặp trục trặc động cơ, nên sau đó phải lên đường đi đến Gibraltar.
Vào ngày 15 tháng 11 năm 1942, Avenger bị đắm do trúng ngư lôi về phía Tây Gibraltar, ở tọa độ 36°15′B 07°45′T / 36,25°B 7,75°T. Nó trúng một quả ngư lôi duy nhất phóng từ tàu ngầm Đức U-155, dưới quyền chỉ huy của Trung tá Hải quân Adolf Piening, và bị chìm nhanh chóng khiến 516 thành viên thủy thủ đoàn thiệt mạng. Chỉ có mười hai người sống sót được cứu vớt.